# Ch’ŏnnae
Ch’ŏnnae (kor. 천내군, Ch’ŏnnae-gun) – powiat w Korei Północnej, w prowincji Kangwŏn. W 2008 roku liczył 85 123 mieszkańców. Graniczy z powiatami Pŏptong i Yangdŏk (ostatnia w prowincji P’yŏngan Południowy) od południa, z miastem Munch’ŏn od południowego wschodu, a także z powiatem Kowŏn i regionem Sudong (prowincja Hamgyŏng Południowy) od północy. Przez powiat przebiega 145-kilometrowa linia kolejowa Kangwŏn, łącząca powiaty Kowŏn (prowincja Hamgyŏng Południowy) oraz P’yŏnggang w prowincji Kangwŏn. 70% terytorium powiatu stanowią lasy.

## Historia
Przed wyzwoleniem Korei spod okupacji japońskiej tereny należące do powiatu wchodziły w skład powiatu Munch’ŏn, wówczas znajdującego się w prowincji Hamgyŏng Południowy (we wrześniu 1946 roku przesunięty w granice prowincji Kangwŏn). W obecnej formie powstał w wyniku gruntownej reformy podziału administracyjnego w grudniu 1952 roku. W jego skład weszły wówczas tereny należące wcześniej do miejscowości Ch’ŏnnae, Myŏnggu (20 wsi) i Ullim (13 wsi – wszystkie znajdowały się w powiecie Munch'ŏn). Powiat Ch’ŏnnae składał się wówczas z jednego miasteczka (Ch’ŏnnae-ŭp) oraz 20 wsi (kor. ri).
W lipcu 1972 roku powiat Ch’ŏnnae powiększył się o należące wcześniej do powiatu Munch'ŏn wsie Samhwa, Songjuk, Sinsong, Dŏkhŭng i Sokjŏn, a zmniejszył się o przesunięty do powiatu Kowŏn wsie P’ungnam, Jŏnt’an, Wŏnbong i Songhŭng.

## Gospodarka
Lokalna gospodarka oparta jest na rolnictwie. Na terenie powiatu znajdują się głównie uprawy ryżu, kukurydzy i soi, rozwinięte jest sadownictwo. W gospodarstwach prowadzone są również hodowle jedwabników.

## Podział administracyjny powiatu
W skład powiatu wchodzą następujące jednostki administracyjne:
| Nazwa jednostki administracyjnej | Rodzaj jednostki administracyjnej | Hangul       | Hancha       |
| -------------------------------- | --------------------------------- | ------------ | ------------ |
| Ch’ŏnnae-ŭp                      | miasteczko                        | 천내읍       | 川內邑       |
| Hwara-rodongjagu                 | dzielnica robotnicza              | 화라로동자구 | 禾羅勞動者區 |
| Sinsan-rodongjagu                | dzielnica robotnicza              | 신산로동자구 | 新山勞動者區 |
| Ryongdam-rodongjagu              | dzielnica robotnicza              | 룡담로동자구 | 龍潭勞動者區 |
| Sŭngjŏn-ri                       | wieś                              | 승전리       | 勝戰里       |
| Hoebok-ri                        | wieś                              | 회복리       | 會福里       |
| Tonghŭng-ri                      | wieś                              | 동흥리       | 東興里       |
| Inhŭng-ri                        | wieś                              | 인흥리       | 仁興里       |
| Jangp’ung-ri                     | wieś                              | 장풍리       | 長豊里       |
| Sinhŭng-ri                       | wieś                              | 신흥리       | 新興里       |
| Roun-ri                          | wieś                              | 로운리       | 蘆雲里       |
| Ryongnu-ri                       | wieś                              | 룡루리       | 龍樓里       |
| Taeyang-ri                       | wieś                              | 대양리       | 大陽里       |
| Gup’o-ri                         | wieś                              | 구포리       | 龜浦里       |
| Sin’am-ri                        | wieś                              | 신암리       | 新岩里       |
| Kŭmsŏng-ri                       | wieś                              | 금성리       | 錦城里       |
| P’ungjŏn-ri                      | wieś                              | 풍전리       | 豊田里       |
| Tangch’i-ri                      | wieś                              | 당치리       | 當峙里       |
| Yŏmjŏn-ri                        | wieś                              | 염전리       | 鹽田里       |